# لويس سيكويرا (لاعب كرة قدم)
لويس سيكويرا (بالإسبانية: Luis Sequeira) هو لاعب كرة قدم أرجنتيني في مركز الوسط، ولد في 8 يناير 2003 في مدينة بيلين دي اسكوبار في الأرجنتين. لعب مع نادي سان لورينزو.

## وصلات خارجية
- لويس سيكويرا على موقع قاعدة بيانات كرة القدم.إي يو (الإنجليزية)
- لويس سيكويرا على موقع Soccerway.com (الإنجليزية)